# Adult Film Database
Adult Film Database (AFD) er en online database med information om pornofilm og pornoskuespillere. Hjemmesiden blev skabt i 1991 under navnet Sodomite. Hjemmesiden har information om mere end 90.000 pornofilm og 50.000 pornoskuespillere.

## Ekstern henvisning
- Officiel hjemmeside

| Internet | Spire Denne internet-relaterede artikel er en spire som bør udbygges. Du er velkommen til at hjælpe Wikipedia ved at udvide den. |